# 三毛白点兰
，为兰科白点兰属下的一个种。
該植物分布於東南亞、臺灣等地。早田文藏在1916年時將其視作狹唇蘭屬，但在2000年時蘇鴻傑主張其為白点兰属，故將早田文藏命名之學名視作同物異名。